# Randy Quaid
Pour les articles homonymes, voir Quaid.
Randall Rudy Quaid, né le 1er octobre 1950 à Houston, est un acteur américain de cinéma, de théâtre et de télévision et nommé aux Oscars, connu pour ses rôles dans les films dramatiques et les comédies légères.
Il a été mis en nomination pour un Golden Globe Award, un BAFTA Award et un Academy Award pour son rôle dans The Last Detail en 1973. En 1978, il a partagé la vedette en tant que prisonnier dans Midnight Express. Quaid a également remporté un Golden Globe et a été nommé pour un Emmy Award pour son interprétation du président américain Lyndon Johnson dans LBJ: The Early Years (1987).
Il a également reçu des nominations aux Emmy Awards pour ses rôles dans A Streetcar Named Desire (1984) et Elvis (2005). Quaid est également connu pour son rôle de cousin Eddie dans les films Vacation de National Lampoon.

## Biographie

### Premières années et éducation
Quaid est né à Houston, au Texas, fils de Juanita Bonniedale "Nita" (née Jordan), agent immobilier, et William Rudy Quaid (21 novembre 1923 - 8 février 1987), électricien. Quaid a une ascendance anglaise, écossaise, irlandaise et cajun. Par son père, Quaid est le cousin germain de Gene Autry, cousin germain à deux reprises. Randy Quaid a grandi à Bellaire, au Texas, une petite ville entourée de Houston et au sud-ouest de Houston. Il est le frère aîné de l'acteur Dennis Quaid.
Au lycée, il suivit un cours d'art dramatique sur un coup de tête, même s'il ne s'attendait pas à profiter des cours magistraux. Après le troisième jour, cependant, il était captivé par le parcours et a décidé de faire de son métier son objectif professionnel. Il a poursuivi ses études d'acteur à l'Université de Houston. Au cours d'un cours, son professeur l'envoya auditionner pour Peter Bogdanovich, qui composait pour The Last Picture Show, et Quaid remporta le rôle dans ce qui devint son premier film.

### Carrière d'acteur
Randy Quaid est apparu dans plus de 90 films. Peter Bogdanovich l'a découvert alors que Quaid était étudiant à l'Université de Houston et il a été exposé pour la première fois au film The Last Picture Show de Bogdanovich. Son personnage escorte Jacy Farrow (interprété par Cybill Shepherd) vers une baignade maigre de fin de soirée dans une piscine. C'était le premier de plusieurs rôles dirigés par Bogdanovich et / ou basés sur les écrits de Larry McMurtry. Les autres films de Peter Bogdanovich dans lesquels il est apparu sont What's Up, Doc? et Paper Moon.
Le premier rôle important de Quaid, acclamé par la critique, était dans La Dernière Corvée (1973), une comédie dramatique réalisée par Hal Ashby dans laquelle Jack Nicholson tient la vedette. Quaid incarne un jeune de la marine des États-Unis sur le point de purger une peine sévère pour un petit vol et Jack Nicholson joue le rôle d'un marin chargé de le transporter en prison. Quaid a été nommé pour un Oscar du meilleur acteur dans un second rôle, le Golden Globe Award du meilleur acteur dans un film secondaire, et un BAFTA Award pour le meilleur acteur dans un second rôle. 
L'année suivante, Quaid tient le rôle d'un paraplégique dans L'Apprentissage de Duddy Kravitz, une comédie dramatique de Ted Kotcheff tournée à Montréal.  Quaid joue aussi aux côtés de Charles Bronson dans le film d’action de 1975, Breakout, oeuvre basée sur des événements réels et relatant une évasion d’une prison mexicaine.  
En 1976, il tourne aux côtés de Marlon Brando dans The Missouri Breaks, un western d'Arthur Penn.  Il y retrouve à nouveau Jack Nicholson. En 1978, Quaid joue un rôle de soutien, celui d'un prisonnier, dans le drame d’Alan Parker, Midnight Express, un film assez controversé sur les Américains et un Anglais emprisonné en Turquie.
Quaid a également joué le rôle principal dans la comédie Martians Go Home et Cold Dog Soup et a joué le roi d’Espagne dans Les Fantômes de Goya de Miloš Forman.
En 1987, il remporta un Golden Globe Award et fut mis en nomination pour un Emmy pour son interprétation du président Lyndon Johnson dans LBJ: The Early Years. Quaid a déclaré qu'il avait toujours voulu jouer à LBJ depuis qu'il était devenu acteur. Il y avait une ressemblance physique entre Quaid et Johnson, puisqu'ils sont tous deux très grands et originaires du Texas. "Je lui ai répondu, ses désirs et ses besoins d’une manière que je n’ai jamais faite avec aucun autre personnage", at-il déclaré. Quaid a également essayé de décrire ce qu'il avait appris comme étant l'attitude politique de L.B.J.:
"Il était du côté du peuple. il a beaucoup fait pour l'égalité raciale; il avait la capacité d'examiner les deux côtés d'une question et de rapprocher deux parties opposées; Il était un homme de grand cœur et de compassion ... Il pensait pouvoir gérer le Viet Cong comme il traitait les gens du Texas. Il pensait pouvoir les raisonner. Mais il n'avait aucune compréhension d'eux ni de leur culture".
En 1992, il jouait la créature dans Frankenstein, tourné en Pologne et au Royaume-Uni. Quaid a déclaré: "Je voulais que la créature soit non seulement un monstre, mais un homme défiguré. Je voulais mettre en valeur les qualités humaines. Il lutte essentiellement pour l'égalité des droits. Il veut tout ce que n'importe quel homme voudrait". Quaid a joué le rôle principal dans le film Kingpin de 1996, dans lequel il incarnait le lanceur Amish Ishmael, ainsi que le rôle de pilote dans le film de science-fiction Independence Day, sorti la même année. Il a aussi joué dans Quick Change avec Bill Murray en 1990. Quaid est également apparu dans quatre des sept films de la série de films National Lampoon's Vacation dans le rôle du Cousin Eddie, parent jovial redneck (par mariage) de Beverly D'Angelo, épouse de Clark de Chevy Chase Griswold.
Peu de temps après son apparition dans Christmas Vacation de National Lampoon, le troisième volet de la série, Quaid a été présenté dans Days of Thunder (1990) en tant que propriétaire de la voiture NASCAR et vendeur de voitures à succès Tim Daland, un homme d'affaires déterminé qui s'attend à ce que son équipe soit au top pour les fans et les sponsors. Quaid s'est vu confier le rôle principal dans une spin-off de Vacation, un film pour la télévision intitulé Christmas Vacation 2: Le cousin dans Eddie's Island Adventure (2003), qui marque sa dernière apparition dans la franchise à ce jour. Il a eu un rôle de soutien essentiel dans Brokeback Mountain (2005) en tant qu'éleveur insensible, Joe Aguirre. Quaid a joué un rôle co-vedette dans la comédie indépendante canadienne Real Time (2008), qui a ouvert le Festival du film Slamdance en 2008. Sa performance acclamée lui a valu le Vancouver Film Critics Circle Award.
À la suite de son travail dans la comédie vidéo Balls Out: Gary the Tennis Coach (2009), les problèmes juridiques de Quaid l'ont empêché de travailler pendant presque une décennie. Quaid n'a pas été invité à reprendre le rôle du cousin Eddie dans Vacation (2015), bien que le personnage soit référencé verbalement. Il est revenu jouer avec la comédie de perte de poids de Rob Margolies, Weight (2018), qui a été créée au Festival international du film SOHO en juin 2018. Après la projection du film en septembre 2018 au Northeast Film Festival, Quaid a été nommé pour son prix du "Meilleur acteur dans un long métrage".

## Télévision
En 1981, Quaid a joué dans l’adaptation en deux parties du film Of Mice and Men de John Steinbeck, interprétant le personnage de Lenny. Les autres apparitions à la télévision de Quaid incluent une saison dans la distribution de Saturday Night Live (SNL) (1985-1986), le rôle du gunslinger John Wesley Hardin dans la minisérie Streets of Laredo et des rôles principaux dans la série éphémère The Brotherhood of Poland, New Hampshire (2003) et Davis Rules (1991-1992).
En 2005, il a reçu des nominations aux Golden Globe Awards et aux Emmy Awards pour son interprétation du colonel Tom Parker, directeur de Elvis, dans la série télévisée Elvis, saluée par la critique de la chaîne de télévision CBS.
Il a été présenté dans les films de télévision très bien notés Catégorie 6: Jour de la destruction (2004) et Catégorie 7: La fin du monde (2005), ainsi que dans Last Rites, un film sur câble créé par Starz / Encore! premier film. Quaid a exprimé le personnage du colonel Sanders dans des publicités à la radio et à la télévision pour la chaîne de restauration rapide ÉKentucky Fried Chicken". Le doublage de Quaid incluait également "Capitol One Credit Card", "US Air", "Miller Beer" et un rôle invité dans "The Ren & Stimpy Show" (en tant que père d'Anthony dans l'épisode de la deuxième saison, "A Visit to Anthony"). Il a raconté la série 2006 de PBS, "Texas Ranch House".

## Théâtre
En 2004, Quaid est apparu sur scène dans le rôle principal de Frank dans la première mondiale de The God of Hell de Sam Shepard, produit par la New School University de la Actors Studio Drama School à New York. Dans The God of Hell, le portrait de Frank Quaid représentant un producteur laitier du Wisconsin infiltré par un agent dangereux du gouvernement qui veut reprendre sa ferme, a été bien accueilli et revu par les plus grands critiques de théâtre de la ville de New York. C'était la deuxième fois que Quaid jouait dans une pièce de Shepard, la première étant le long hit de True West.
En février 2008, un comité d'audience composé de cinq membres de la Actors 'Equity Association, le syndicat représentant les acteurs américains, a interdit Quaid à vie et lui a imposé une amende de plus de 81,000 dollars. Les accusations à l'origine des sanctions ont pour origine une production à Seattle de Lone Star Love, une adaptation de The Merry Wives of Windsor de Shakespeare, dans laquelle Quaid jouait le rôle principal dans Falstaff. La comédie musicale devait venir à Broadway, mais les producteurs l'ont annulée.
Selon le New York Post, les 26 membres de la troupe ont porté des accusations selon lesquelles Quaid aurait "maltraité physiquement et verbalement ses collègues interprètes" et que le spectacle a fermé plutôt que de continuer à Broadway en raison du "comportement bizarre" de Quaid. L'avocat de Quaid, Mark Block, a déclaré que les accusations étaient fausses et que l'un des acteurs à l'origine de la plainte se plaignait de ce que l'action était menée par "les producteurs qui ne voulaient pas donner à Randy ses droits contractuels en matière d'approbation créative... ou de participation financière." "Block a déclaré que Quaid avait quitté le syndicat avant le début de la comédie musicale, rendant l’interdiction discutable, et que Quaid n’avait participé à l’audience que parce qu’il voulait une procédure régulière. La déclaration de Quaid sur les accusations était "Je ne suis coupable que d'une chose: donner une performance qui a suscité une réponse si profondément ressentie par les acteurs et les producteurs qui ont peu d'expérience de mon processus créatif qu'ils pensent en réalité que je suis Falstaff".

## Carrière musicale
Quaid a interprété des œuvres musicales, principalement par l'intermédiaire de son groupe, Randy Quaid & The Fugitives. Le groupe a publié son premier single, "Star Whackers", en mars 2011. Un film d'accompagnement, Star Whackers, a été créé par les Quaid à Vancouver le 23 avril 2011. 

## Vie privée
Randy a été marié à Ella Marie Jolly, une ancienne mannequin, le 11 mai 1980 et ils ont eu une fille, Amanda Marie, née le 29 mai 1983. Ils se sont séparés le 9 septembre 1986 et ont divorcé le 24 août 1989. "J’ai traversé cette affaire d’adolescence tardive. Je ne voulais pas être lié à une famille". 
Il a par la suite rencontré Evi Motolanez en décembre 1987 sur le tournage du film Bloodhounds of Broadway, dans lequel Madonna était la vedette. Ils se sont mariés le 5 octobre 1989 au ranch San Ysidro, une station balnéaire de Montecito, en Californie. Son frère Dennis, l'actrice Meg Ryan et la fille de Randy, Amanda, âgée de six ans, étaient présents.

## Problèmes juridiques
En 2006, après avoir joué dans Brokeback Mountain, Quaid a poursuivi les producteurs pour avoir faussement présenté le film comme "un film d'artisanat à petit budget sans perspective de gagner de l'argent" afin de garantir les services professionnels de Quaid à des tarifs inférieurs à ceux du marché. 
En 2009, Quaid et son épouse ont été arrêtés pour avoir fraudé un aubergiste à Santa Barbara en utilisant une carte de crédit invalide pour payer une facture de 10 000 dollars. Les deux époux ont été libérés sous caution ce soir-là et ont ensuite payé la majeure partie de la facture. Cependant, ils ont omis à plusieurs reprises de comparaître devant le tribunal et des mandats d'arrêt ont été émis contre eux. Ils ont finalement comparu devant le tribunal l'année suivante, au cours de laquelle l'affaire avait été classée contre Randy Quaid, faute de preuves. Son épouse, Evi, n'a plaidé en rien contre un chef de fraude et a été mise en probation pendant trois ans en plus d'avoir à passer 240 heures au service de la communauté. 
En septembre 2010, Quaid et son épouse ont été inculpés de cambriolage après avoir passé cinq jours à occuper une maison vacante qu'ils possédaient jadis à Santa Barbara. Les Quaid ont affirmé que le domicile avait été transféré à tort à un tiers par l'utilisation de la signature falsifiée. Des mandats d'arrêt ont été émis à leur encontre, à la suite de quoi ils ont également perdu leur caution. 
En octobre 2010, Randy et son épouse ont déménagé à Vancouver, au Canada, où ils ont demandé asile en vertu de la Loi canadienne sur l'immigration et la protection des réfugiés, affirmant qu'ils craignaient pour leur vie aux États-Unis. Aux États-Unis, les autorités frontalières ont arrêté le couple en raison de leurs mandats exceptionnels. Après leur libération sous caution, Randy a accordé une interview à la presse, puis un récit de la demande d'asile du couple dans un article du magazine américain "Vanity Fair". L'épouse de Quaid, Evi, a obtenu la citoyenneté canadienne en 2011, en raison de sa filiation, et Randy a cherché à obtenir le statut de résident permanent en tant qu'époux d'une Canadienne. En janvier 2013, cette demande a été refusée. 
Randy vivait à Montréal à partir de 2013 et a été brièvement arrêté pour ne pas avoir été enregistré en tant que non-résident. En 2014, les Quaid ont intenté une action en justice contre le département d'État pour avoir révoqué leur passeport en 2011. En 2015, les recours juridiques de Quaid au Canada étaient épuisés et il a été informé qu'il était sur le point d'être expulsé. Une semaine avant la date d'expulsion, le couple a traversé la frontière canadienne pour se rendre au Vermont, où il a été arrêté par les douanes américaines. Le couple a été arrêté dans l'attente d'une procédure d'extradition ordonnée par l'État de Californie.
Après avoir examiné l'affaire de l'État de Californie, le juge du Vermont a constaté des irrégularités et a annulé la demande d'extradition [46], après quoi les Quaid ont été relâchés et autorisés à rester dans le Vermont. Avec son avocat à ses côtés, Quaid a affirmé lors d'une conférence de presse qu'il avait été relâché parce que le juge californien avait délivré un mandat d'arrêt avant la perpétration du crime allégué. En principe, les Quaid pourraient être arrêtés s'ils se rendaient dans un autre État. Pourtant, en 2017, ils ont passé leurs vacances en Californie sans incident. Lui et sa femme envisagent de faire du Vermont leur résidence permanente sachant que sa femme y a grandi. 

## Filmographie

### Comme acteur

#### Cinéma
- 1968 : La Cible (Targets) de Peter Bogdanovich
- 1971 : La Dernière Séance (The Last Picture Show) de Peter Bogdanovich : Lester Marlow
- 1972 : On s'fait la valise, Docteur ? (What's Up, Doc?) de Peter Bogdanovich : Professor Hosquith
- 1973 : Une fille nommée Lolly Madonna (Lolly-Madonna XXX) de Richard C. Sarafian : Finch Feather
- 1973 : La Barbe à papa (Paper Moon) de Peter Bogdanovich : Leroy
- 1973 : La Dernière Corvée (The Last Detail) de Hal Ashby : Larry Meadows
- 1974 : L'Apprentissage de Duddy Kravitz (The Apprenticeship of Duddy Kravitz) de Ted Kotcheff : Virgil
- 1975 : L'Évadé (Breakout) de Tom Gries : Hawk Hawkins
- 1976 : Missouri Breaks (The Missouri Breaks) de Arthur Penn : Little Tod
- 1976 : En route pour la gloire (Bound for Glory) de Hal Ashby : Luther Johnson
- 1977 : Bande de flics (The Choirboys) de Robert Aldrich : Dean Proust
- 1978 : Three Warriors de Kieth Merrill : Quentin Hammond
- 1978 : Midnight Express de Alan Parker : Jimmy Booth
- 1980 : Ça plane, les filles! (Foxes) de Adrian Lyne : Jay
- 1980 : Le Gang des frères James (The Long Riders) de Walter Hill : Clell Miller
- 1981 : Heartbeeps de Allan Arkush : Charlie
- 1983 : Bonjour les vacances... (National Lampoon's Vacation) de Harold Ramis : Cousin Eddie
- 1984 : Attention délires ! (The Wild Life) d'Art Linson : Charlie
- 1985 : Match à deux (The Slugger's Wife) de Hal Ashby : Moose Granger
- 1985 : Fool for Love de Robert Altman : Martin
- 1986 : Phantom (The Wraith) de Mike Marvin : Shérif Loomis
- 1987 : Sweet Country de Michel Cacoyannis : Juan
- 1987 : 260 chrono (No Man's Land) de Michel Cacoyannis : Lieutenant Vincent Bracey
- 1988 : Moving d'Alan Metter : Frank / Cornall Crawford
- 1988 : Le Golf en folie 2 (Caddyshack II) d'Allan Arkush : Peter Blunt
- 1989 : Parents de Bob Balaban : Nick Laemle
- 1989 : Martians Go Home de David Odell : Mark Devereaux
- 1989 : Out Cold de Malcolm Mowbray (en) : Lester Atlas
- 1989 : Bloodhounds of Broadway de Howard Brookner : Feet Samuels
- 1989 : Le sapin a les boules (Christmas Vacation) de Jeremiah S. Chechik : Cousin Eddie Johnson
- 1990 : Cold Dog Soup de Alan Metter : Jack Cloud
- 1990 : Jours de tonnerre (Days of Thunder) de Tony Scott : Tim Daland
- 1990 : Hold-up à New-York (Quick Change) de Howard Franklin et Bill Murray : Loomis
- 1990 : Texasville de Peter Bogdanovich : Lester Marlow
- 1993 : La Cité des monstres (Freaked) de Tom Stern et Alex Winter : Elijah C. Skuggs
- 1994 : Le Journal (The Paper) de Ron Howard : Michael McDougal
- 1994 : Les Indians 2 (Major League II) de David S. Ward : Johnny
- 1994 : Curse of the Starving Class de J. Michael McClary : Taylor
- 1995 : Bye Bye Love de Sam Weisman : Vic Damico
- 1996 : Dernière Danse (Last Dance) de Bruce Beresford : Sam Burns
- 1996 : Independence Day de Roland Emmerich : Russell Casse
- 1996 : Le Roi de la quille (Kingpin) de Bobby Farrelly et Peter Farrelly : Ishmael Boorg
- 1996 : Get on the Bus de Spike Lee : Tennessee State Trooper (non crédité)
- 1997 : Vacances à Vegas (Vegas Vacation) de Stephen Kessler : Cousin Eddie
- 1998 : Bug Buster de Lorenzo Doumani : General George S. Merlin
- 1998 : Pluie d'enfer (Hard Rain) de Mikael Salomon : Shérif
- 1999 : P.U.N.K.S. de Sean McNamara :
- 1999 : Purgatory de Uli Edel : Dr Hollyday
- 1999 : The Debtors de Evi Quaid
- 1999 : Toy Story 2 de John Lasseter : Cochon fendu (voix)
- 2000 : Les Aventures de Rocky et Bullwinkle (The Adventures of Rocky & Bullwinkle) de Des McAnuff : Directeur du FBI Cappy von Trapment
- 2001 : Sex Academy (Not Another Teen Movie, titre québécois Pas encore un film d'ados) de Joel Gallen : Mr. Briggs
- 2002 : Back by Midnight de Harry Basil : Eli Rockwood
- 2002 : Frank McKlusky, C.I. de Arlene Sanford : Madman McKlusky
- 2002 : Pluto Nash (The Adventures of Pluto Nash, titre québécois Les Aventures de Pluto Nash) de Ron Underwood : Bruno
- 2003 : Milwaukee, Minnesota de Allan Mindel : Jerry James
- 2003 : Kart Racer de Stuart Gillard : Vic Davies
- 2003 : Carolina de Marleen Gorris : Theodore Mirabeau dit « Ted »
- 2003 : Grind (titre québécois Ça planche!) de Casey La Scala : Jock Jensen
- 2003 : Black Cadillac de John Murlowski : Charlie
- 2004 : Treasure Island Kids: The Battle of Treasure Island de Gavin Scott : Capitaine Flint
- 2004 : La ferme se rebelle (Home on the Range) de Will Finn et John Sanford : Alameda Slim (voix)
- 2005 : Le Secret de Brokeback Mountain (Brokeback Mountain) de Ang Lee : Joe Aguirre
- 2005 : Faux Amis (The Ice Harvest) de Harold Ramis : Bill Guerrard
- 2006 : Stanley's Dinosaur Round-Up de Jeff Buckland : Rockin' Rory (voix)
- 2006 : Les Fantômes de Goya (Goya's Ghosts) de Miloš Forman : roi Carlos IV
- 2008 : Real Time de Miloš Forman : Reuban
- 2009 : Balls Out: Gary the Tennis Coach (titre québécois Hors-Jeu - Une histoire de Tennis) de Danny Leiner : Coach Lew Tuttle

#### Télévision
- 1972 : Getting Away from It All de Lee Philips (téléfilm) : Herbie
- 1974 : The Great Niagara de William Hale (téléfilm) : Carl Grant
- 1979 : La Dernière Chevauchée des Dalton (The Last Ride of the Dalton Gang) de Dan Curtis (téléfilm) : Grat Dalton
- 1980 : To Race the Wind de Walter Grauman (téléfilm) : Chet Watson
- 1980 : Guyana Tragedy: The Story of Jim Jones de William A. Graham (téléfilm) : Clayton Ritchie
- 1981 : Des souris et des hommes (Of Mice and Men) de Reza Badiyi (téléfilm) : petit Lenny
- 1982 : Inside the Third Reich de Marvin J. Chomsky (téléfilm) : Putzi Hanfstaengel
- 1983 : Cowboy de Jerry Jameson (téléfilm) : Evan Coleman
- 1984 : Un tramway nommé Désir (A Streetcar Named Desire) de John Erman (téléfilm) : Harold 'Mitch' Mitchell
- 1987 : LBJ: The Early Years de Peter Werner (téléfilm) : Lyndon Baines Johnson
- 1988 : Danger en eaux troubles (Evil in Clear River) de Karen Arthur (téléfilm) : Pete Suvak
- 1988 : Dead Solid Perfect de Bobby Roth (téléfilm) : Kenny Lee
- 1991 : Davis Rules (série télévisée) : Dwight Davis
- 1992 : Frankenstein de David Wickes (téléfilm) : Le Monstre
- 1993 : Murder in the Heartland (en) de Robert Markowitz (téléfilm) : Elmer Scheele
- 1994 : Next Door de Tony Bill (téléfilm) : Lenny Benedetti
- 1994 : Roommates de Alan Metzger (téléfilm) : Jim Flynn
- 1995 : Ed McBain's 87th Precinct: Lightning de Bruce Paltrow (téléfilm) : Détective Steve Carella
- 1995 : Aventures dans le Grand Nord (Les Légendes du Grand Nord) (série télévisée) : Whip
- 1995 : Lonesome Dove : Le Crépuscule (Streets of Laredo) de Joseph Sargent (feuilleton) : John Wesley Hardin
- 1996 : Sans alternative (Woman Undone) de Evelyn Purcell (téléfilm) : Allan Hansen
- 1996 : Moonshine Highway de Andy Armstrong (téléfilm) : Sheriff Miller
- 1996 : The Siege at Ruby Ridge de Roger Young (téléfilm) : Randy Weaver
- 1998 : Le Retour de Jack Valentine (Valentine's Day) de Duane Clark (téléfilm) : Phil
- 1998 : Last Rites de Kevin Dowling (téléfilm) : Jeremy Dillon
- 1998 : La Guerre de l'eau de Marc F. Voizard (téléfilm) : Lenny
- 1999 : La Ville des légendes de l'ouest (Purgatory) de Uli Edel (téléfilm) : Doc Woods / Doc Holliday
- 1999 : Le Monde magique des Leprechauns (The Magical Legend of the Leprechauns) de John Henderson (téléfilm) : Jack Woods
- 2000 : Mission secrète sur internet (Mail to the Chief) (téléfilm) de Eric Champnella : Président A. Thorton Osgood II
- 2000 : The Thin Blue Lie de Roger Young (téléfilm) : Phil Chadway
- 2001 : The Kennedys de Andrew D. Weyman (téléfilm) : Jim Kennedy
- 2001 : L'Enfant qui venait d'ailleurs (The Day the World Ended) de Andrew D. Weyman (téléfilm) : Dr. Michael McCann
- 2002 : The Grubbs (série télévisée) : Mike Grubb
- 2002 :  The Piggy Show (série télévisée d'animation) : The King of Embonpoint
- 2003 : The Brotherhood of Poland, New Hampshire (série télévisée) : Chef Hank Shaw
- 2003 : Christmas Vacation 2: Cousin Eddie's Island Adventure de Nick Marck (téléfilm) : Cousin Eddie Johnson
- 2004 : 5 jours pour survivre (5ive Days to Midnight) de Michael W. Watkins (téléfilm) : Irwin Sikorski
- 2004 : Cyclone, catégorie 6 : Le Choc des tempêtes (Category 6: Day of Destruction) de Dick Lowry (téléfilm) : Tornado Tommy
- 2005 : Elvis : Une étoile est née de James Steven Sadwith (téléfilm) : 'Colonel' Tom Parker
- 2005 : Cyclone Catégorie 7 : Tempête mondiale de Dick Lowry (téléfilm) : Tornado Tommy Dixon

### Comme producteur
- 1999 : The Debtors de Evi Quaid

## Voix françaises
| - Gilbert Lévy dans : - Le Journal - Independence Day - Pluie d'enfer - Les Aventures de Rocky et Bullwinkle - Black Cadillac - Patrick Préjean dans : - Missouri Breaks - Le Gang des frères James - Elvis : Une étoile est née (téléfilm) - Jacques Balutin dans : - L'Évadé - Bonjour les vacances - Nicolas Marié dans : - Parents - Le sapin a les boules - Gabriel Le Doze dans : - Faux Amis - Les Fantômes de Goya | Et aussi - Emmanuel Garijo dans La Dernière Séance (doublé en 2001) - Sady Rebbot (*1935 - 1994) dans On s'fait la valise, Doc ? - Jacques Dynam (*1923 - 2004) dans La Barbe à papa - Jacques Ruisseau dans La Dernière Corvée - Jacques Ebner dans En route pour la gloire - Philippe Ogouz (*1939 - 2019) dans Bande de flics - Michel Creton dans Midnight Express - Jacques Frantz (*1947 - 2021) dans Fool for Love et La ferme se rebelle - José Luccioni (*1949 - 2022) dans Phantom - Roland Timsit dans Le Golf en folie 2 - Max André dans 260 chrono - Patrick Poivey (*1948 - 2020) dans Moving - Jacques Ferrière (*1932 - 2005) dans Texasville - Pascal Renwick (*1954 - 2006) dans Jours de tonnerre - Bernard Alane dans Dernière Danse - Michel Derain dans Le Monde magique des Leprechauns (téléfilm) - Jean-Pierre Rigaux dans Sex Academy - Jean-Pierre Denys dans Pluto Nash - Enrique Carballido dans Le Secret de Brokeback Mountain - François Siener dans Cyclone Catégorie 7 : Tempête mondiale (téléfilm) |